# Paralentula
Paralentula är ett släkte av insekter. Paralentula ingår i familjen Lentulidae.
Kladogram enligt Catalogue of Life:
| Paralentula | \| \| Paralentula candidoi \| \| \| \| \| \| Paralentula marcida \| \| \| \| \| \| Paralentula mecostiboides \| \| \| \| \| \| Paralentula prasinata \| \| \| \| |
|             | \| \| Paralentula candidoi \| \| \| \| \| \| Paralentula marcida \| \| \| \| \| \| Paralentula mecostiboides \| \| \| \| \| \| Paralentula prasinata \| \| \| \| |
|             | Paralentula candidoi |
|             | |
|             | Paralentula marcida |
|             | |
|             | Paralentula mecostiboides |
|             | |
|             | Paralentula prasinata |
|             | |